# Горки (Жабинківський район)
Горки (біл. Горкі) — село в Білорусі, у Жабинківському районі Берестейської області. Орган місцевого самоврядування — Степанківська сільська рада.

## Географія
Розташоване за 12 км на південний захід від Жабинки.

## Історія
У 1917—1919 роках у селі діяла українська початкова школа, у якій навчалося 65 учнів, учителем був П. Кривоніг. 1926 року мешканці села звернулися з колективною заявою до польського міністерства освіти з проханням відкрити в Горках українську школу.

## Населення
За переписом населення Білорусі 2009 року чисельність населення села становила 9 осіб.